# Anquela del Pedregal
Anquela del Pedregal és un municipi de la província de Guadalajara, a la comunitat autònoma de Castella-La Manxa.

## Demografia
| 1991 |  | 1996 |  | 2001 |  | 2004 |
| ---- |  | ---- |  | ---- |  | ---- |
| 21   |  | 27   |  | 22   |  | 22   |